# きらりちゃん
きらりちゃんは、3DCGで作られた女の子のキャラクター。NHKBSデジタル放送・地上波デジタル放送のマスコットキャラクターを務めた。

## 概要
2000年3月にNHK総合テレビ・NHK-BS上でお披露目となり、同年4月よりNHKによるBSデジタル放送の告知サイト「/digital」やNHKテレビ内のミニコーナーで同年12月より本放送が開始されるBSデジタル放送の魅力（ハイビジョン・双方向番組・データ放送）などをアピールしていた。声の担当は池澤春菜。
さらに同年ゴールデンウィーク期間にかけてNHK放送センター敷地内で実施された、BSデジタル放送の体感イベント「BSデジタルフェア」でもディスプレイやテレビの中でナビゲーターをつとめていた。
2000年 - 2001年にかけてのピーク期にはどーもくんら他のNHKキャラクターと共演することも有ったが、当初からデジタル放送のキャンペーン用に限定されていたために露出度は高くなく、キャラクター自体の人気も前年の1999年に登場したどーもくんに遥かに及ばなかった。2004年に登場した「ななみちゃん」の登場も相まって、ひっそりと姿を消した。

### プロフィール
- 本名：大島 輝（おおしま かがやき）
- 出身地：東京都小笠原村父島
- 誕生日：3月22日、年齢は不詳（10代後半?）。
- テレビでキャラクターが動く時は当時未だ少数であったモーションキャプチャーシステムでアクターの動きを録っていた。